# 圍子內 (高雄市)
圍子內，原寫為圍仔內，是臺灣高雄市湖內區及茄萣區的一個傳統地域名稱，位於湖內區西北部及茄萣區北部。相較於今日行政區，其範圍大致包括湖內區的海埔里北部西側凸出部分的東北端、公館里西部中央凸出部分、葉厝里、逸賢里東北大半部、中賢里東北半部、文賢里不含北部邊界地帶、忠興里不含東北端，以及茄萣區的福德里、萬福里、白雲里。

## 歷史
台灣日治初期，圍子內地區為一（舊制）街庄，稱為「圍仔內庄」，隸屬於文賢里。昔日該庄北及東北隔二層行溪（今二仁溪）與灣裡庄、大甲庄、二橋庄為界，東南與海埔庄為鄰，南邊為頂茄萣庄，西邊臨臺灣海峽。
1901年（日治明治三十四年）11月，全台設置二十廳，該庄隸屬於鳳山廳。1903年（明治三十六年）6月，該庄編入「圍仔內區」，隸屬於鳳山廳。1909年（明治四十二年）10月，合併二十廳為十二廳，圍仔內區改隸屬於臺南廳。1920年（大正九年），廢十二廳改設五州二廳，該庄改制並雅化為「圍子內」大字，隸屬於高雄州岡山郡湖內庄（新制街庄）。
戰後湖內庄改制為湖內鄉，隸屬於高雄縣，大字亦改制為村。1950年3月10日，湖內鄉一分為二，本地區西部白沙崙聚落附近地區改隸屬於茄萣鄉，其餘地區仍隸屬於湖內鄉。同年10月1日，高、屏分治，湖內鄉、茄萣鄉仍隸屬於高雄縣。2010年12月25日，因高雄縣市合併為新直轄市高雄市，湖內鄉、茄萣鄉分別改制為湖內區、茄萣區，村亦改制為里。

## 聚落
本地區發展較早的聚落有葉厝甲、廍邊、圍仔內、下汪、蘇厝、草地尾、外埔、草地藔（以上今屬湖內區）、白沙崙（今屬茄萣區）等，在日治期初期的官方地圖上已有記載。

## 交通
省道台17線又稱「西部濱海公路」，是臺中市清水區甲南至屏東縣枋寮鄉水底寮的幹道，經過本地區西端近海岸地帶。由該道路北行可前往臺南市南區、安平區/中西區邊界、中西區、北區、安南區等地；南行可前往茄萣區市區、湖內區西南端、路竹區西部、永安區東部等地。
省道台17甲線是臺南市安南區至高雄市湖內區湖內橋的幹道，經過本地區海埔聚落。由該道路北行可前往茄萣區東北端、臺南市南區、中西區、北區、安南區，並止於新吉五路路口，可銜接國道8號；南行可前往崎漏地區東南部，並止於省道台17線轉角暨省道台28線起點路口。
區道高2線是湖內至太爺的道路。
區道高3線是白砂崙至崎漏的道路。
區道高3-1線是草仔寮至茄萣的道路。
區道高4線是圍仔內至田尾的道路。

## 學校
湖內區
- 明宗國小（西半部，東半部位於海埔地區境內）
- 文賢國小
- 三侯國小

茄萣區
- 華德工家
- 砂崙國小